# ۷۱۹ (پیش از میلاد)
۷۱۹ (پیش از میلاد) ۷۱۹مین سال قبل از تقویم میلادی است.